# Taifun

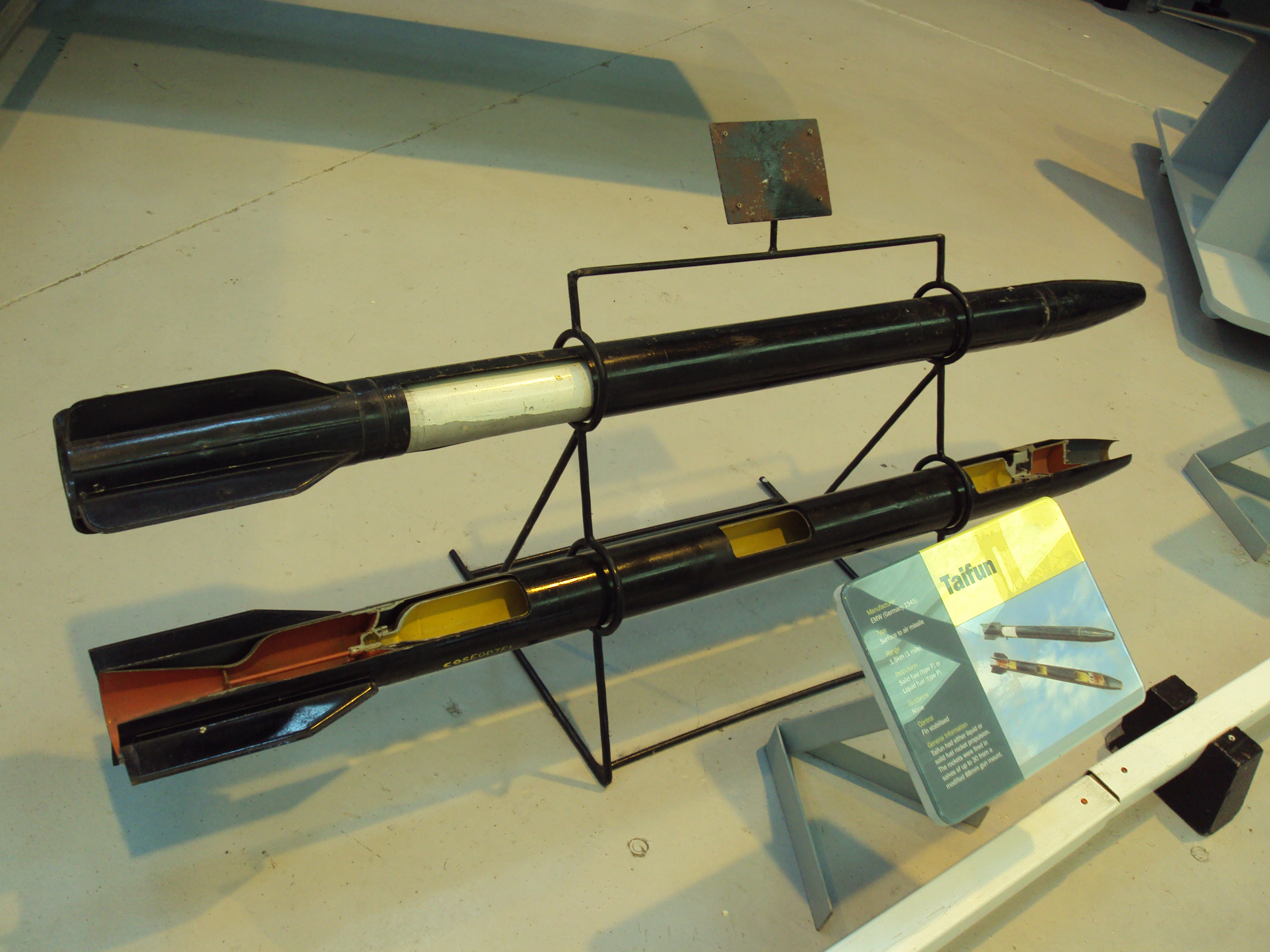
Cohete tipo Taifun localizado en el Museo de la RAF (Inglaterra)

El Taifun (Tifón) fue un cohete no guiado alemán diseñado durante la Segunda Guerra Mundial con el objetivo de ser utilizado como arma antiaérea. Olas de Taifuns debían ser lanzadas en masa contra las enormes formaciones de bombarderos de los aliados con la esperanza de lograr un impacto directo. Aunque nunca fue desplegado operacionalmente, el sistema fue copiado por los Estados Unidos como el Loki y por la Unión Soviética como el R-103. 
El desarrollo del Taifun comenzó el 25 de septiembre de 1942, cuando Hermann Göring autorizó el diseño de algunos proyectos antiaéreos. Junto con el Taifun, también recibieron fondos el Enzian, el Rheintochter, el Schmetterling y el Wasserfall. El diseño fue una idea de Scheufeln, un oficial en Peenemunde, que quería introducir un sistema extremadamente simple en caso de que los proyectos más complejos fallasen. 
La propuesta del Taifun fue desarrollada por un pequeño equipo de ingenieros en Peenemünde, que trabajaron en conjunto con la Electromechanische Werke de Karlshagen. Su diseño era de 1,93 metros de longitud y 10 cm de diámetro, con cuatro pequeñas aletas estabilizadoras en la base del cohete. Dos segundos y medio luego de la ignición, el cohete estaba viajando a una velocidad de 3.600 km/h. El Taifun tenía un alcance de 15 km y podía alcanzar los 12 km de altura. Los cohetes eran lanzados en salvas de 30 desde un lanzador montado en un montaje modificado del cañón flak de 88 mm.
El plan original incluía la construcción de dos millones de cohetes hasta enero de 1945, pero hubo muchos problemas y retrasos con motor por lo que ningún Taifun entró en servicio.